# Milleria

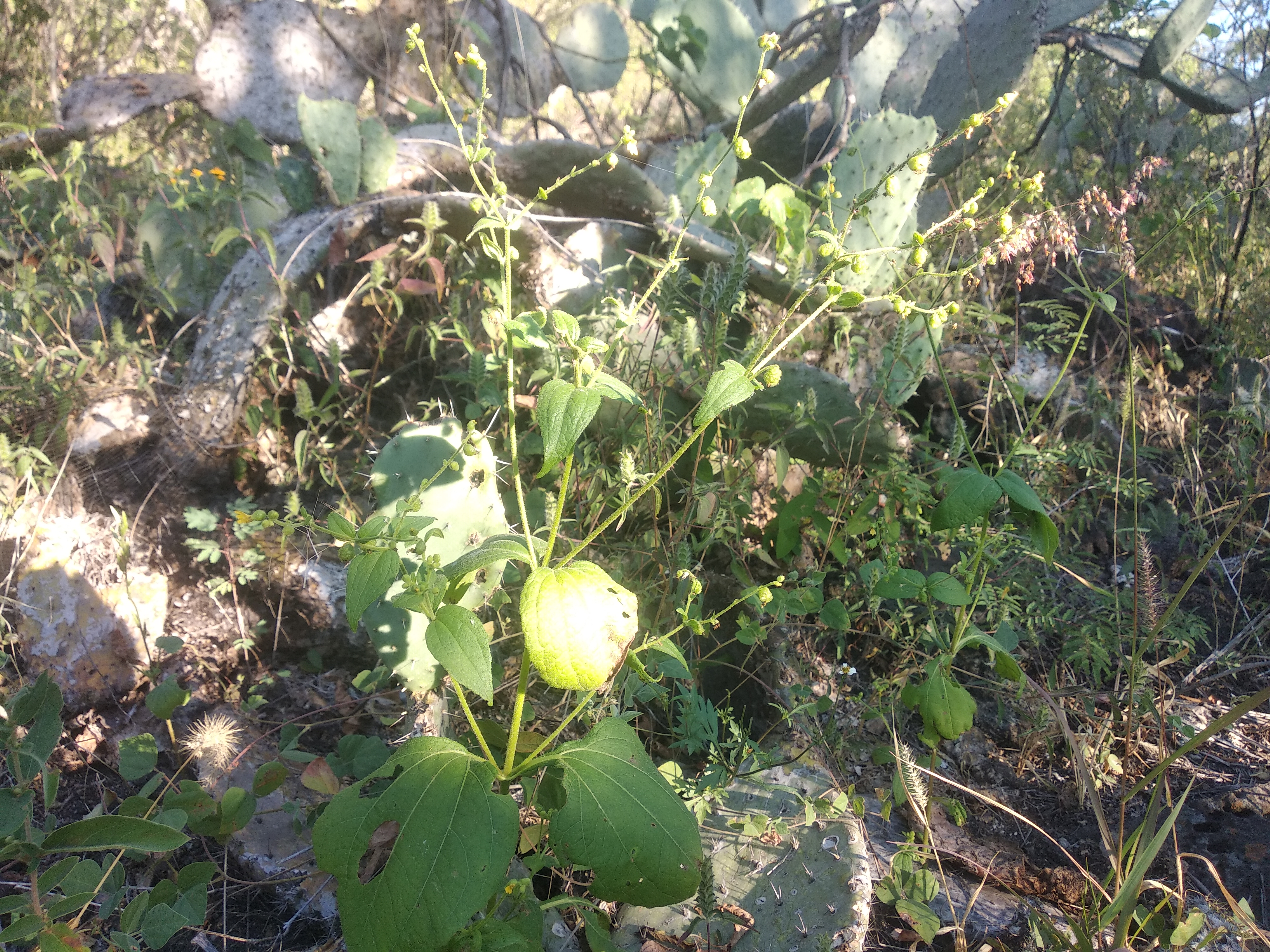
Milleria quinqueflora en su hábitat

Milleria es un género de plantas con flores, perteneciente a la familia  Asteraceae. Comprende 16 especies descritas y de estas, solo 2 aceptadas. Se distribuye desde México al norte de Sudamérica.

## Descripción
Son hierbas anuales, erectas de hasta 1 m de alto; raíces fibrosas; tallos estriados, glabros en la parte inferior, débilmente pilosos en la superior, tornándose densamente estipitado-glandulares en la inflorescencia; nudos inferiores con un par de apéndices obtusos, deflexos entre la base de los pecíolos. Hojas opuestas, ampliamente ovadas, a veces tan anchas como largas, 5–10 (–20) cm de largo y 3–10 (–15) cm de ancho, ápice agudo, base cuneadamente adelgazada hacia el pecíolo, serrado-dentadas, haz escabrosa, envés poco piloso y densa y menudamente glanduloso, 3-nervias desde la base. Capitulescencias de capítulos pedicelados, frecuentemente muy numerosos, en cimas dicotómicamente bifurcadas, las últimas ramas racemiformes; capítulos radiados; involucros con 2 filarias exteriores, desiguales, foliáceas, recurvadas y encerrando al capítulo y 1 filaria interna hialina; flósculo del radio 1, fértil, la lígula profundamente 3-lobada, 4–6 mm de largo, amarilla; receptáculos paleáceos; flósculos del disco 3–5, perfectos, sin desarrollar aquenios. Aquenios del radio ca 5 mm de largo y ca 3 mm de ancho, negros, completamente encerrados por las 3 filarias y formando una estructura en forma de nuez, dura, coriácea, casi glabra, irregularmente tuberculada, café-verdosa, cayendo en conjunto, el pedúnculo patente o reflexo al envejecer y tornándose muy frágil; vilano ausente.

## Taxonomía
El género fue descrito por Carlos Linneo y publicado en Species Plantarum 2: 919. 1753. La especie tipo es: Milleria quinqueflora L.		

## Especies aceptadas
A continuación se brinda un listado de las especies del género Milleria aceptadas hasta julio de 2012, ordenadas alfabéticamente. Para cada una se indica el nombre binomial seguido del autor, abreviado según las convenciones y usos.
- Milleria perfoliata B.L.Turner
- Milleria quinqueflora L.